# Жељка Башић
Жељка Башић Савић (Добој, 3. септембар 1956) је југословенска  филмска,  позоришна глумица, дизајнерка накита и новинарка спикерка у редакцији Дојче Веле на српском језику.

## Биографија
Башић Савић је рођена у Добоју НР Босна и Херцеговина, 3. септембра 1956. У Добоју је живела до своје десете године када се са родитељима сели у Сплит где је завршила основну школу и Школу за примењену уметност, одсек фотографије. У Београд долази на студије глуме на Факултету драмских уметности у класи Арсе Јовановића. Била је чланица Народног позоришта у Београду до 1992. када одлази са породицом у Немачку.
Од 1992. живи и ради у Келну, Немачка са супругом, оперским певачем Вукашином Савићем и двоје деце.

## Улоге
|                   | 1970 | 1980 | 1990 | 2000 | Укупно |
| ----------------- | ---- | ---- | ---- | ---- | ------ |
| Дугометражни филм | 1    | 1    | 1    | 1    | 4      |
| ТВ филм           | 0    | 2    | 0    | 0    | 2      |
| ТВ серија         | 0    | 3    | 0    | 0    | 3      |
| Укупно            | 1    | 6    | 1    | 1    | 9      |

| Год.       | Назив                         | Улога \|- style="background: Lavender; text-align:center; " | 1970.е_ | 1970.е_ | 1970.е_ | 1970.е_ |
| 1979.      | Другарчине                    | /                                                           |         |         |         |         |
| 1980.е     |                               |                                                             |         |         |         |         |
| 1980 1981. | Вело мисто (ТВ серија)        | /                                                           |         |         |         |         |
| 1982.      | Директан пренос               | Певачица                                                    |         |         |         |         |
| 1983.      | Кореспонденција (ТВ филм)     | /                                                           |         |         |         |         |
| 1984.      | Бањица (ТВ серија)            | /                                                           |         |         |         |         |
| 1985.      | Коштана (ТВ филм)             | Стана                                                       |         |         |         |         |
| 1989.      | Доме, слатки доме (ТВ серија) | Ружа                                                        |         |         |         |         |
| 1990.е     |                               |                                                             |         |         |         |         |
| 1993.      | Боље од бекства               | Певачица (као Жељка Башић-Савић)                            |         |         |         |         |
| 2000.е     |                               |                                                             |         |         |         |         |
| 2006.      | Синовци                       | Комшиница                                                   |         |         |         |         |